# Lynbrook
Lynbrook è un villaggio degli Stati Uniti d'America, situato nello stato di New York, nella contea di Nassau.

## Origini del nome
Il nome "Lynbrook" deriva dalla divisione in sillabe di "Brooklyn" e la loro inversione.

## Storia
Prima dell'arrivo di olandesi e inglesi, 
l'area oggi conosciuta come Lynbrook era abitata da nativi Lenape, del gruppo degli Algonchini, che la chiamavano Rechqua-Akie ("luogo sabbioso"). Quando giunsero gli Europei, storpiarono il nome originale e la chiamarono Rockaway. Nel 1785 vi erano 40 case e nel 1790 venne costruita una chiesa metodista. L'insediamento venne conosciuto come Parson's Corners (Parson in inglese significa "parroco"). Piccole fattorie gradualmente si insediarono verso ovest in direzione di Five Corners, all'intersezione cioè tra le vie Hempstead Avenue, Merrick Road, Broadway e Atlantic Avenue. L'area attorno a Five Corners divenne nota come Bloomfield (letteralmente "campo di fiori").
Verso il 1830-40, un giovane imprenditore, Wright Pearsall, aprì un emporio ed un ufficio postale. L'attività crebbe a tal punto che nel 1850 la sua famiglia era proprietaria di quasi tutta la terra intorno a Five Corners che venne quindi chiamata "Pearsall's Corners".
Nel 1853, Merrick Road fu pavimentata con assi di legno e divenne una strada a pedaggio, offrendo più scelte per andare da Lynbrook a New York City: con la diligenza e il traghetto o con la nave postale da East Rockaway.
Quando la compagnia ferroviaria Southern Railroad prolungò la sua linea fino a Pearsall's Corners nel 1867, ciò comportò grossi cambiamenti: per cominciare, fu accorciato il nome della borgata in Pearsalls, ma soprattutto cambiò l'economia del villaggio che era basata principalmente sul trasporto marittimo di beni non deperibili come farina di grano e di mais verso New York City ed altri porti più lontani. Ora la ferrovia permetteva a Lynbrook di far arrivare prodotti agricoli freschi e molluschi direttamente in centro a Brooklyn e fino a New York in poche ore. Nel solo mese di febbraio del 1882, 356 350 libbre (161,64 t) di ostriche vennero spedite dalla stazione ferroviaria di Pearsalls. Questo nuovo flusso commerciale non fu a senso unico: a Pearsalls aprirono mercerie, ristoranti e locande. Nel 1890, la borgata era cresciuta ad oltre 2.000 abitanti, la maggior di loro erano lavoratori pendolari per Brooklyn.
Il 4 aprile 1894 un gruppo di nuovi residenti di Pearsalls spinse per cambiare il nome in Lynbrook, che altro non era che l'inversione delle sillabe di "Brooklyn". Il nome venne modificato nonostante l'opposizione di molti vecchi cittadini che continuarono a chiamare il paese Pearsalls per altri 25 anni. Oltre al nuovo nome, con i nuovi abitanti arrivarono molti miglioramenti come condutture del gas e linee elettriche e telefoniche.
Nel 1911 venne formalmente costituito il Villaggio di Lynbrook. Nei successivi vent'anni, vennero emesse obbligazioni per asfaltare le strade polverose, costruire il municipio, una scuola superiore in mattoni e una biblioteca in stile neoclassico. Nel 1925, tutte le fattorie rimaste vennero suddivise in lotti di terreni edificabili. Quell'anno Lynbrook fu il villaggio con la crescita più rapida nella contea di Nassau. 
Negli ultimi 20 anni, nonostante la poca superficie disponibile per espandersi, la popolazione di Lynbrook si è stabilizzata attorno 19.500 abitanti (2010).

## Monumenti e luoghi d'interesse
Nel 2008, tre edifici di Lynbrook sono stati inclusi nel National Register of Historic Places: una casa costruita nel 1793 al n. 251 di Rocklyn Avenue; Luning House, casa del 1838 in stile neogreco al n. 474 di Ocean Avenue; una casa del 1840 circa in stile revival coloniale britannico al n. 73 di Grove Street. Nel 2015 è stato incluso anche il cimitero di Rockville.